# Horné Saliby
Horné Saliby es un municipio del distrito de Galanta en la región de Trnava, Eslovaquia, con una población estimada a final del año 2024 de 3169 habitantes.
Se encuentra ubicado en el centro-sur de la región, en la depresión danubiana y cerca del río Váh (cuenca hidrográfica del Danubio) y de la región de Bratislava.

## Demografía
| Año        | 1994 | 2004    | 2014    | 2024    |
| ---------- | ---- | ------- | ------- | ------- |
| Población  | 3046 | 3156    | 3226    | 3169    |
| Diferencia |      | +3,61 % | +2,21 % | −1,76 % |

| Año        | 2023 | 2024    |
| ---------- | ---- | ------- |
| Población  | 3200 | 3169    |
| Diferencia |      | −0,96 % |